# 창녕 관룡사 사적기
창녕 관룡사 사적기(昌寧 觀龍寺 事蹟記)는 대한민국 경상남도 창녕군 창녕읍 옥천리, 관룡사에 있는 사적기이다.
1979년 12월 29일 경상남도의 유형문화재 제183호 관룡사사적기으로 지정되었다가, 2018년 12월 20일 현재의 명칭으로 변경되었다.

## 개요
신라시대 때 관룡사(觀龍寺)를 건립하면서 관룡사의 유래(由來)와 재산(財産) 등을 기록하여 후손들에게 길이 보존케하고자 제작한 것으로 전해지고 있지만, 조선 후기에 제작된 것으로 추정된다.
발간용 목판(木板) 11개와 서적 1권이 전하고 있으며 보존상태는 양호한 편이다.

## 참고 자료
- 창녕 관룡사 사적기 - 국가유산청 국가유산포털